# رابه د لاس کالساداس
رابه د لاس کالساداس (به اسپانیایی: Rábanos) یک شهرستان در اسپانیا است که در کاستیا و لئون واقع شده‌است.

## خصوصیات
رابه د لاس کالساداس ۴۰٫۶۴ کیلومترمربع مساحت و ۹۳ نفر جمعیت دارد و ۱٬۱۸۶ متر بالاتر از سطح دریا واقع شده‌است.